# Supply and a million times goodbye
|  | Denne artikel er oprettet af botten Steenthbot ud fra en ekstern database. Den kan derfor have sproglige fejl eller mangler. Denne skabelon kan fjernes efter kontrol af indholdet. |

Supply and a million times goodbye er en dansk dokumentarfilm fra 2021 instrueret af Majse Vilstrup.

## Handling
Supply and a MillionTimes Goodbye er optaget ved en række live-auktioner på Danmarks største auktionshus Bruun Rasmussen. Næsten alle professioner udvikler specifikke strukturer, krops- bevægelser og ansigtsmimik med et instrumentelt formål. Disse udtryk og rekvisitter er som oftest opstået ud fra praktiske bestemmelser, men efterhånden som tiden går, forvandles de til en æstetik i sig selv. 
Filmen observerer live-auktionen som et slags socialt teater med kunstkøbere og sælgere i hovedrollen, og som med et tilhørende publikum, udfører specifikke og indstuderede bevægelser i jagten på den gode handel “...Med et usædvanligt skarpt blik for den sigende detalje, studeres de fremmødte, som var de en sjælden og surreel dyreart...” . De gentagne bevægelser i filmen manifesterer det nøjagtige point-of-no-return hvor kunstværket sælges og bytter hænder.